# Tadeusz Nowak
Tadeusz Nowak (11. listopadu 1930 Sikorzyce - 10. srpna 1991 Skierniewice) byl polský básník, spisovatel a překladatel z ruštiny a maďarštiny.

## Život
Pocházel ze selské rodiny. Téma venkova a vlivy lidové poezie obsahují prakticky všechna jeho díla. Vystudoval polonistiku na Jagellonské univerzitě v Krakově.

## Dílo

### Poesie
- 1953 Uczę się mówić (Učím se mluvit)
- 1954 Porównania (Srovnání)
- 1956 Prorocy już odchodzą (Proroci již odcházejí)
- 1959 Psalmy na użytek domowy (Žalmy pro vlastní potřebu)
- 1962 Kolędy stręczyciela (Koledy dohazovače)
- 1965 Ziarenko trawy (Zrníčko trávy)
- 1971 Psalmy (Žalmy)
- 1978 Nowe psalmy (Nové žalmy)

### Sbírky povídek
- 1962 Przebuzenia (Probuzení)
- 1965 W puchu alleluja (V pápěří Velikonoc)

### Romány
- 1966 Takie większe wesele (Harfy krále Davida)
- 1968 A jak królem, a jak katem będziesz (Až budeš králem, až budeš katem)
- 1971 Diabły (Ďáblové)
- 1974 Dwunastu (Dvaníct)
- 1977 Prorok (Prorok)
- 1982 Wniebogłosy
- 1999 Jeszcze ich słyszę, widzę jeszcze; Jak w rozbitym lustrze

## České překlady

### Poesie
- Bělejší než sníh, výbor, překlad Jan Pilař, Praha : Odeon, 1983

### Próza
- Harfy krále Davida, překlad: Josef Vlášek, Praha : Odeon, 1970
- Ďáblové, překlad Josef Vlášek, Praha : Naše vojsko, 1975, román byl dramatizován Zdeňkem Potužilem a uveden v Divadle na okraji (premiéra 3. března 1977). Představení ale nebylo považováno za zdařilé[1]
- Dvanáct, překlad Josef Vlášek, Praha : Naše vojsko, 1977
- Prorok, překlad Josef Vlášek, Praha : Československý spisovatel, 1980
- Až budeš králem, až budeš katem, překlad Josef Vlášek, Praha : Odeon, 1984